# معالجة البيانات الإلكترونية
معالجة البيانات الإلكترونية (بالإنجليزية: Electronic data processing)‏ اختصارا (م ب إ - EDP) تشير إلى استخدام الأساليب الآلية لمعالجة البيانات التجارية. وعادة مايكون هذا الاستخدام بسيط نسبياً لمعالجة الكميات الكبيرة من المعلومات المتشابهة للأنشطة المتكررة. على سبيل المثال : تطبيق التحديثات على جرد المخزون، وتطبيق المعاملات المصرفية على الحسابات والملفات الرئيسية للعملاء، وإجراءات الحجوزات والتذاكر على نظام الحجز على خطوط الطيران، وفواتير خدمات المرافق.

## النشأة التاريخية
أنشأ أول حاسوب للأعمال التجارية في المملكة المتحدة عام 1951 بواسطة شركة ليون جي (جي ليونز) شركة أغذية، وهو ما كان يعرف بـ 'مكتب ليون الإلكتروني ' Lyons Electronic Office ‏—أو الاختصار LEO. وقد طور أكثر واستخدم على نطاق واسع خلال الستينات وأوائل السبعينات الميلادية. (ليون جو أسس شركة منفصلة لتطوير أجهزة الكمبيوتر لـ LEO ومن ثم الاندماج لاحقاً لتشكيل شركة الكهرباء الإنجليزية ليو ماركوني ومن ثم شركة الكمبيوتر الدولية المحدودة)
النظم التجارية المبكرة تم تركيبها حصرياً بواسطة المنظمات الكبيرة، حيث يمكنها تحمل الاستثمار للوقت ورأس المال اللآزم لشراء المعدات، وتعيين موظفين متخصصين لتطوير البرمجيات المطلوبة والعمل من خلال النتائج المترتبة على ذلك (وفي كثير من الأحيان غير المتوقعة) التغييرات التنظيمية والثقافية.

في البداية، طورت المنظمات الفردية البرمجيات الخاصة بها، بما في ذلك مزايا إدارة البيانات بأنفسهم، ولمنتجات مختلفة ربما أيضاً حتى طلبات لبرمجيات قد تكون لمرة واحدة. وأدى هذا النهج المجزأ إلى ازدواجية الجهود، وإلى الحاجة إلى جهود يدوية لإنتاج المعلومات الإدارية.

أجبر ارتفاع تكاليف الأجهزة، والسرعات البطيئة نسبياً للمعالجة المطورين إلى استخدام الموارد بشكل فعّال. على سبيل المثال دمجت كثير من تنسيقات تخزين البيانات. والمثال الشائع هو إزالة القرن من التواريخ والذي أدى في النهاية إلى 'علة الألفية'.

إدخال البيانات يتطلب معالجة وسيطه بواسطة شريط ورقي مثقب أو بطاقة مثقبة وإدخال منفصل لمهمة عمل مكثفة ومتكررة، والتخلص من تحكم المستخدم والعرضة للخطأ. وتحتاج البيانات غير الصحيحة أو غير الصالحة إلى تصحيح وإعادة تقديمها مع النتائج المترتبة لتسوية البيانات والحسابات.

تخزين البيانات كان متسلسل بشكل صارم على الشريط الورقي، ثم لآحقاً على الشريط المغناطيسي : لم يكن استخدام تخزين البيانات في إطار ذاكرة يسهل الوصول إليها فعال من حيث التكلفة.

## اليوم
كما هو الحال مع غيرها من العمليات الصناعية تكنولوجيا المعلومات التجارية تحركت في جميع النواحي من المطالب، والصناعة الحرفية حيثما كان المنتج يفصل ليناسب المستهلك ؛ إلى مكونات الاستخدام المتعدد لتترك الرف لتجد الأفضل ملائمة لأي حالة. مقدار الإنتاج خفض بدرجة كبيرة التكاليف وأصبحت تكنولوجيا المعلومات متاحة لأصغر شركة.

وكان LEO يصمم الأجهزة خصيصاً لعميل واحد. واليوم رقائق انتل بنتيوم بنتيوم والمتوافقة هي المعيار، وأصبحت أجزاء من المكونات الأخرى التي يتم تجميع حسب الحاجة. التغيير الفردي الوحيد الملاحظ كان التحرير لأجهزة الكمبيوتر والتخزين القابلة للإزالة من البيئات المحمية والنقية الهواء. وفي أوقات مختلفة كانت شركة مايكروسوفت مايكروسوفت وآي بي إم آي بي إم مؤثرة بما فيه الكفاية لفرض النظام على تكنولوجيا المعلومات، والتوحيد القياسي الناتج سمح للبرمجيات المتخصصة بالازدهار.
ا

لبرمجيات المتاحة من على الرف : وبصرف النظر عن منتجات مايكروسوفت مثل المكتب، أو لوتس، هناك أيضا مجموعات متخصصة لإدارة شؤون الموظفين والرواتب، وإدارة وصيانة حسابات العملاء على سبيل المثال لا الحصر. وهذه مكونات معقدة وبدرجة عالية من التخصص لبيئات أكبر، ولكنها تعتمد على الواجهات والاتفاقيات المشتركة.
وتخزين البيانات أيضاً موحد. وقد طورت قواعد البيانات العلائقية بواسطة مختلف الموردين إلى الأشكال والاتفاقيات الدولية المشتركة. تنسيق الملفات المشتركة يمكن التشارك فيها بواسطة الأجهزة الرئيسية الكبيرة والحاسبات الشخصية المكتبية، مما يسمح بالاتصال المباشر بالإنترنت، والإدخال والتحقق بوقت حقيقي.

وفي موازاة ذلك، فأن تطوير البرمجيات مجزأ، ولا يزال هناك الفنيين المتخصصين، ولكن استخدامهم للأساليب الموحدة يتزايد حيث تكون المخرجات قابلة للتنبؤ بها، ويمكن الوصول إليها. ومن ناحية أخرى في هذا المجال، يمكن لأي مدير مكتب التلاعب في جداول البيانات أو قواعد البيانات والحصول على نتائج مقبولة (ولكن هناك مخاطر).

## نظم المعلومات
يستخدم اليوم مصطلحات أخرى بنفس المعنى، مثل نظم المعلومات "IS"-"information services or systems"، وإدارة نظم المعلومات "MIS"-"management information services or systems".